# Geometrijsko mesto točk
Geometríjsko mésto tóčk je množica vseh točk ravnine ali prostora, ki zadoščajo določeni značilnosti.
Izraz se rabi za množico pogojev, ki definirajo eno ali več zveznih krivulj. Premica je na primer geometrijsko mesto točk, ki so enako oddaljene od dveh negibnih točk ali dveh vzporednih premic.
Na ta način se lahko opišejo zelo zapletene geometrijske oblike preko ničel funkcij ali polinomov. Kvadriki, ploskve drugega reda, so tako na primer definirani kot ničle kvadratnih polinomov. V splošnem se geometrijska mesta točk v smislu ničel sistema polinomov imenujejo algebrski prostori (algebrske varietete). Njihove značilnosti raziskuje algebrska geometrija.